# Jizri Amirjánov
Jizri Amirjánovich Amirjánov, en ruso Хизри Амирханов, (Andí, Botlij, Daguestán, 29 de diciembre de 1949) es un arqueólogo ruso.

## Primeros años
Nació y creció en una familia de montañeses de Daguestán. Estudió la secundaria en escuelas de Buinaksk y Jasaviurt. Comenzó a interesarse por la arqueología en sus años de estudiante. Su primera expedición fue organizada junto con Magomed Gadzhíyevich Gadzhíyev, con quien llevó a cabo excavaciones de la Edad de Bronce Temprana en un distrito de Daguestán. En 1972 se graduó en el Departamento de Historia de la Universidad Estatal de Daguestán.

## Vida profesional
Comenzó su carrera en 1972 como profesor de historia y también el director adjunto del instituto de Muni, también en el distrito daguestaní de Botlij. Su primera obra, publicada en 1972, la dedicó a los entierros de los ávaros. Realizó estudios de posgrado en la sede de Leningrado del Instituto de Arqueología. En 1977 defendió con éxito su tesis sobre "Paleolítico superior de la región del Cáucaso del Norte y su relación con los territorios del Paleolítico Superior adyacentes".
Desde 1977 trabaja en el Instituto de Arqueología de la Academia de Ciencias de la URSS, donde ha ocupado posiciones que van desde asistente de investigación hasta jefe de departamento. En 1989 defendió su tesis doctoral sobre "El Paleolítico Arabia del Sur". En el período 1992-1994 trabajó como jefe del sector del Paleolítico y Mesolítico del Instituto de Arqueología de la Academia de Ciencias, desde 1994 hasta la actualidad es el Jefe del departamento de la Edad de Piedra.
En 2002 fue elegido miembro correspondiente del Instituto Arqueológico Alemán; en 2003 fue nombrado miembro correspondiente de la Academia de Ciencias de Rusia y además jefe de la región del Cáucaso del Norte y Zaraisk de las expediciones arqueológicas del Instituto Arqueológico; y en 2008 como diputado Secretario Académico del Departamento de Ciencias Históricas y Filología de la República de Daguestán. Desde mayo de 2009 dirige el Instituto de Historia, Arqueología y Etnografía del Centro Científico de Daguestán de la Academia de Ciencias y en octubre de 2011 fue elegido presidente del Centro Científico de Daguestán.

## Investigaciones destacadas
Sus investigaciones se han centrado en el campo de la arqueología y la prehistoria de la región del Cáucaso, de Europa del Este y del Oriente Medio.
Entre 2008 y 2009 estuvo en la isla de Socotra para confirmar y ampliar el hallazgo de herramientas del Olduvayense, que datan de hace 1,4 millones de años. Estos descubrimientos encontraban una ruta de las primeras migraciones de Homo fuera de África. Amirjanov describió ampliamente estos hallazgos en la ponencia "El descubrimiento de la Industria Olduvayense en la isla de Soqotra", durante el simposio internacional "Las primeras migraciones humanas en Eurasia".
Ha dirigido las investigaciones en los sitios identificados como Ainikab 1 y 2, Mujkai 1 y 2 y Gegalashur 1 a 3, en una meseta a 1.500 m s. n. m., en la República de Daguestán, donde se han encontrado rastros de asentamientos de poblaciones de Homo y herramientas que corresponden al Olduvayense, en 35 estratos culturales, el más antiguo de los cuales data de hace 1,95 millones de años, con los restos más antiguos de la presencia de Homo fuera de África encontrados hasta el momento de su hallazgo.

## Publicaciones
Ha publicado más de 200 artículos, monografías y textos científicos. Entre los más importantes están:
- "Paleolítico superior en Kubán" (Wiley, 1986)
- "Asentamiento Chohskoe: Un hombre y su cultura en el Mesolítico y Neolítico en las montañas de Daguestán" (Wiley, 1987)
- "El Paleolítico en el sur de Arabia" (Wiley, 1991)
- "El Neolítico y Postneolítico en Hadramaut y Mahra" (Moscú, 1997)
- "Asentamiento de Zaraisk" (Wiley, 2000)
- "La edad de piedra del sur de Arabia" (Wiley, 2006)
- "El estudio de los monumentos Olduvayenses en el Cáucaso del Nordeste. Los resultados preliminares "(Moscú, 2007)
- "Cueva Al-Guza: El sitio de múltiples capas de Olduvayense en el sur de Arabia" (Moscú, 2008)
- "Investigaciones del Paleolítico en Zaraisk, 1999-2005" (Nueva York, 2009, coautor).